# Pierre Jourdan (director)
Pierre Jourdan (21 de septiembre de 1932 – 16 de agosto de 2007) fue un director, actor, guionista, productor, escenógrafo y director de ópera de nacionalidad francesa. 

## Biografía
Su verdadero nombre era Pierre Gendre, y nació en Cannes, Francia. Era el hermano menor del actor Louis Jourdan, que hizo la mayor parte de su carrera interpretativa en los Estados Unidos. 

### Televisión y otras actividades
Hombre de teatro y actor con múltiples facetas, Pierre Jourdan debutó con el papel principal de la opereta Trois Valses en 1952, en el Théâtre de la Gaîté, junto a Germaine Roger.
También participó en el Festival de Aix-en-Provence, siendo ayudante de Gabriel Dussurget, fundador y director del certamen.
Entre 1968 y 1977, Pierre Jourdan realizó una decena de adaptaciones cinematográficas y audiovisuales de tragedias y óperas (Fidelio, rodada en el Théâtre Antique de Orange; Phèdre, Le Trouvère, Tristán e Isolda, Norma, Aida…). En el año 1982 colaboró con Peter Brook para dirigir La Tragédie de Carmen, producción basada en la ópera de Bizet. 
Junto a Ève Ruggiéri, entre 1984 y 1985 fue director de una serie de siete producciones dedicadas al canto. Posteriormente escenografió Ciboulette, de Reynaldo Hahn, que se representó en Montecarlo, Montpellier y Nancy, haciendo él una adaptación para France 2. 
En 1986 dirigió una serie de ocho programas titulada Le magicien d’Aix, sobre la historia del Festival de Aix-en-Provence, con Gabriel Dussurget y los grandes nombres del canto dados a conocer gracias al evento.

### El Théâtre impérial de Compiègne
En 1987 fundó las asociaciones Théâtre Français de la Musique y Pour le Théâtre impérial, con el fin de gestionar un programa de restauración y recogida de fondos para la rehabilitación del Théâtre impérial de Compiègne. Pierre Jourdan se dedicó a recuperar el patrimonio musical lírico francés posterior al barroco, con un auténtico estilo francés de interpretación, tanto de los cantantes como de las orquestas acompañantes.
Para ello hizo un llamamiento a jóvenes cantantes como Isabelle Philippe (soprano), Armando Noguera (barítono), Anne-Sophie Schmidt (mezzo), Laurence Dale, Bruno Comparetti, Philippe Do (tenores), o Jean-Philippe Courtis (bajo). Pierre Jourdan confió en Annick Massis para el papel de Philine en Mignon, de Ambroise Thomas, representada a partir de 1992.
A partir de 1989, la T.F.M. representó una veintena de obras poco conocidas, y que raramente o nunca habían sido interpretadas. Pierre Jourdan aseguró llevar a escena a la mayor parte de las mismas:
• La Légende de Joseph en Égypte, de Étienne Nicolas Méhul • Manon Lescaut (escenografía de David Freeman), El dominó negro, Gustave III ou Le Bal Masqué (versión concierto), Haydée, ou le Secret y Fra Diavolo, de Daniel-François Auber • Henry VIII, de Camille Saint-Saëns • Christophe Colomb, de Darius Milhaud • Le Songe d’une Nuit d’Eté y Mignon, de Ambroise Thomas • Le Déserteur (escenografía de C. Daumas), de Pierre-Alexandre Monsigny • La colombe, de Charles Gounod • Céphale et Procris, de André Ernest Modeste Grétry • Llanto por Ignacio Sánchez Mejías, de Stavros Xarchakos (con decorados de Dado) • Medea, de Luigi Cherubini • Las bodas de Fígaro, de Mozart (nueva adaptación en francés de Eric-Emmanuel Schmitt)
Igualmente, llevó a escena varias operetas:
• Une éducation manquée, de Emmanuel Chabrier, • La Périchole, de Jacques Offenbach, y J’aime le Music-Hall, una revista de canciones francesas.
Además, en octubre de 1998 representó La Jolie Fille de Perth, de Georges Bizet; en marzo de 1999 Peleas y Melisande, de Claude Debussy, en su primera versión únicamente para piano; en octubre de ese año, La Légende de Joseph en Égypte, de Darius Milhaud, y en diciembre, Les Diamants de la Couronne, de Daniel-François Auber.
En la temporada 2000-2001, Jourdan se interesó por el repertorio contemporáneo, y llevó a escena Le Visiteur, ópera adaptada de un texto del mismo nombre de Éric-Emmanuel Schmitt, con música del compositor griego Stavros Xarchakos. 
En diciembre de 2000 produjo La Périchole, con Élodie Méchain en el papel del título, así como la revista Folie Opérette.
En la temporada 2001-2002, que marcaba el décimo aniversario de T.F.M., se produjo La Jeunesse de Pierre le Grand, de André Ernest Modeste Grétry, Las bodas de Fígaro y, sobre todo, la representación en Barcelona de Henry VIII, de Saint-Saëns, con Montserrat Caballé.
La temporada posterior, 2002-2003, vio la representación de Le Pardon de Ploërmel, de Giacomo Meyerbeer, obra en la cual Isabelle Philippe interpretaba el papel titular.
En 2003-2004 produjo Une éducation manquée, La Voix Humaine, de Francis Poulenc, y Peleas y Melisande, obras representadas con éxito en el Linbury Studio Théâtre del Royal Opera House de Londres.
En 2004-2005, Pierre Jourdan creó Noé, en estreno mundial, obra iniciada por Jacques Fromental Halévy y finalizada por Georges Bizet; después representó Haydée, ou le Secret, de Daniel-François Auber, y Charles VI, de Jacques Fromental Halévy. En octubre de 2005 llevó a escena a Jean-Claude Carrière en una adaptación de L’Arlésienne, de Bizet, y monta Djamileh, también de Bizet, con Marie Gautrot, Sébastien Guèze y Armando Noguera. 
En junio-julio de 2005, una nueva semana de ópera francesa en el Royal Opera House permitió descubrir al público inglés Le Visiteur, de Éric-Emmanuel Schmitt y Stavros Xarchakos.
Al año siguiente, el Théâtre impérial de Compiègne representó Fra Diavolo, de Daniel-François Auber, y Les caprices de Marianne, de Henri Sauguet.
Pierre Jourdan falleció en Senlis, Francia, en el año 2007.

## Filmografía

### Director
- 1968: Phèdre
- 1972: Le Trouvère
- 1972: Un danseur: Rudolph Nureyev
- 1974: Norma
- 1974: Tristan und Isolde (dentro de las Chorégies d'Orange, 7 de julio de 1973)[1]
- 1977: Aida
- 1979: Fidelio
- 1982: Ciboulette (TV)
- 1990: Manon Lescaut (TV)
- 1990: La Légende de Joseph en Égypte (TV)
- 1991: Henry VIII (TV)
- 1992: Christobal Colomb (TV)
- 1994: Une éducation manquée (TV)
- 1994: Le Songe d'une nuit d'été (TV)
- 1994: J'aime le music-hall (TV)
- 1994: De Serge Gainsbourg à Gainsbarre de 1958 - 1991 (vídeo)
- 1994: La Colombe (TV)
- 1995: Le Domino noir (TV)
- 1996: Mignon (TV)
- 1996: Llanto por Ignacio Sanchez (TV)
- 1996: Médée (TV)
- 1997: Le nozze di Figaro (TV)
- 1998: La Jolie Fille de Perth (TV)
- 1999: Pelléas et Mélisande (TV)
- 1999: Les Diamants de la couronne (TV)
- 2005: Noé (TV)
- 2006: Les Caprices de Marianne, de Henri Sauguet a partir de Alfred de Musset (Théâtre impérial de Compiègne)

### Actor
- 1995: La Périchole (TV)

### Productor
- 1962: Leviathan
- 1966: Paradiso, hôtel du libre-échange
- 1983: La Tragédie de Carmen

### Guionista
- 1990: La Légende de Joseph en Égypte (TV)
- 1998: La Jolie Fille de Perth (TV)

### Montador
- 1979: Fidelio